# Pina Bausch
Philippine „Pina” Bausch (Solingen, 1940. július 27. – Wuppertal, 2009. június 30.) német moderntánc-koreográfus, a világhírű Wuppertali Táncszínház megalapítója.

## Fiatalkora és pályafutása
A Düsseldorfhoz közeli Solingenben, August és Anita Bausch vendégfogadó-tulajdonosok harmadik, legkisebb gyermekeként született.
Fiatalon kezdett táncolni. 1955-től a Folkwang Egyetemen, Essenben tanult, később Németország egyik legbefolyásosabb koreográfusa, a német expresszionista tánc egyik megalapítója, Kurt Jooss is dolgozott vele.
Érettségi után, 1960-ban ösztöndíjat nyert a New York-i Juilliard Schoolra. Anthony Tudor, José Limon és Paul Taylor is tanárai voltak. Fellépett a helyi Paul Sanasardo és Donya Feuer Tánctársulattal, az Új Amerikai Balettel és tagja lett a Metropolitan Opera Balett Társulatnak.
1962-ben a Jooss új Folkwang Balett Társulatának szólistájaként segített Joossnak több darabban is, mielőtt 1968-ban megkoreografálta volna első előadását. 1969-ben Jooss kinevezte társulata művészeti vezetőjének.
1972-ben művészeti vezetőként kezdett a Wuppertal Opera Balettben, amely halála után felvette a Tanztheater Wuppertal Pina Bausch nevet. A társulat sok saját darabbal rendelkezik, és rendszeresen vannak világkörüli turnéi.
A férfi-nő kapcsolat visszatérő téma munkáiban, ami ihletett adott – és nagy közönségsikert aratott – a Beszélj hozzá című filmhez, Pedro Almodóvar rendezésében. A klasszikus balett jóformán teljesen hiányzik darabjaiból, inkább a természetes mozgásra épített. Darabjai rövid dialógusokra és mozgásokra épülnek, legtöbbször szürreális jellegűek. Az ismétlés nagyon fontos szerkezeti tényező. Művei a színészi improvizációra épülnek. Multimédiás óriásprodukcióiban meghatározó díszletet és zenét használt. Emellett kedvelte a földi elemeket a színpadon. Tavaszi áldozat című koreográfiájában földet, míg a Szegfűben vizet vitt föl a színpadra. Masurca Fogo című előadásában a színpad fele fölemelkedik, köves dombbá alakul, és a portugál zenétől K. D. Langig sokféle zenét használt fel benne.
Gyöngyelmélete: az előadás egy gyöngy, először csak egy porszem és lassan rétegenként válik igazgyöngyé.
Legismertebb munkája a Café Müller, ami lelkiállapotát és kilátástalanságát mutatja be.
1983-ban ő játszotta a Lherimiai Hercegnő szerepét Federico Fellini És a hajó megy c. filmjében.

## Magánélete és halála
Rolf Borzik holland származású díszlet-, és jelmeztervező felesége volt, aki 1980-ban leukémiában halt meg. 1981-ben Ronald Kay lett az élettársa, akitől Rolf nevű fia született.
Mindössze öt nappal a diagnózis felállítása után Wuppertalban hunyt el tüdőrákban. Ugyanitt az evangélikus egyház rítusával temették el. Élettársa és fia élte túl.

## Filmográfia
- 2010. Pina Bausch: Álomtánc (dokumentumfilm, szereplő)
- 2011. Pina (dokumentumfilm, szereplő)

## Díjak és elismerések
A rengeteg Bauscht ért megtiszteltetés között van Nagy Britannia Laurence Olivier-díja és a Japán Kyoto-díj, továbbá 2008-ban Frankfurt am Main városától megkapta a neves Goethe-díjat.

## Fordítás
- Ez a szócikk részben vagy egészben  a   Pina Bausch című angol Wikipédia-szócikk fordításán alapul.  Az eredeti cikk szerkesztőit annak laptörténete sorolja fel. Ez a jelzés csupán a megfogalmazás eredetét és a szerzői jogokat jelzi, nem szolgál a cikkben szereplő információk forrásmegjelöléseként.

## Nekrológ
- Daily Telegraph idézet: Pina Bausch, a német táncos és koreográfus ... a legbefolyásosabb egyénisége a kortárs táncnak az elmúlt harminc évben, jobban egyesítve a táncot a radikális színházzal, a szürreális művészettel, a szexuális drámával, és a tánccal kifejezett testbeszéddel, amelyet Tanztheater néven ismerünk.
- New York Times Pina Bausch, német koreográfus, meghal 68 évesen
- The Independent Pina Bausch: Táncos és koreográfus, akinek életmunkája új megvilágításba helyezte az emberi testet
- Los Angeles Times Pina Bausch 68 éves korában elhunyt; innovatív német koreográfus volt
- The Guardian Pina Bausch 1940-2009, idézet: Elvesztettük a táncot mint színházi eszközt, a leglátványosabb és legbefolyásosabb eszközét, amely újrarajzolta a színházi művészetek térképét.
- The Guardian Emlékezés Pina Bauschra, a modern tánc veszélyes varázslójára
- The Guardian Pina Bauschról mondták: "Neki kulcsa volt a lelkedhez"
- l'Humanité Archiválva 2011. július 12-i dátummal a Wayback Machine-ben Pina Bausch, a német koreográfus halála
- l'Humanité Archiválva 2009. július 5-i dátummal a Wayback Machine-ben Pina Bausch, aki beszédre keltette a táncot

## Magyar nyelvű kötetek
- Bausch; vál., szerk. Lakos Anna és Nánay István; Országos Színháztörténeti Múzeum és Intézet, Bp., 2000
- Jochen Schmidt: Pina Bausch. Félelmek alagútján át; ford. Nagy Borbála; L'Harmattan, Bp., 2011 (Tánctörténet)